# Kurt Levlin
Kurt Levlin, född 1961 i Helsingfors, är en finlandssvensk författare uppvuxen i Nykarleby i Österbotten.
Levlin, som tidigare jobbat i försäkringsbranschen i Helsingfors, flyttade år 1996 till Sverige där han sedermera utbildade sig till bibliotekarie vid Umeå universitet. I dag jobbar Levlin som bibliotekarie i Umeå, Västerbotten. Levlin skriver både för vuxna och ungdomar och har gett ut både romaner, noveller och lyrik. Oavsett genre eller målgrupp är det ofta människan och hennes inre som är i fokus.
2024 tilldelades Kurt Levlin Region Västerbottens kulturstipendium "för sitt mångsidiga författarskap och diktande."

## Utmärkelser
- Samfundet De Nios Julpris (2023)[3]
- Region Västerbottens kulturstipendium (2024)[2]